# 63 a.C.

## Eventos
- Marco Túlio Cícero e Caio Antônio Híbrida, cônsules romanos.
- Décimo-segundo e último ano da Terceira Guerra Mitridática, sob o comando geral do general Pompeu.
  - Pompeu cerca e captura Jerusalém depois de receber um pedido de intervenção numa guerra civil da dinastia Asmoneia.
  - A Judeia torna-se um reino cliente de Roma.
  - Marco Emílio Escauro é indicado como governador romano da Síria por Pompeu.
  - Gadara, que havia sido destruída pelos judeus, é reconstruída por Pompeu, como um favor ao liberto Demétrio de Gadara.
- Em Roma, o cônsul Cícero desvenda a Segunda Conspiração de Catilina e executa os responsáveis, uma decisão que mais tarde seria utilizada para exilá-lo.
- Júlio César é eleito pontífice máximo.
- Na Gália, os éduos, depois de serem derrotados por uma coalização de suevos, sequanos e arvernos na Batalha de Magetóbriga, pedem uma intervenção de seus aliados romanos. Este seria o pretexto de Júlio César para iniciar a conquista romana da Gália.

## Nascimentos
- 23 de Setembro – César Augusto, fundador do Império Romano primeiro Imperador Romano (m. 14).
- Marcos Vipsânio Agripa, general romano.

## Mortes
- Quinto Cecílio Metelo Pio, pontífice máximo, sucedido no cargo por Júlio César.